# Aliança Israelita Universal
L'Aliança Israelita Universal (en francès: Alliance Israélite Universelle) (en hebreu: כל ישראל חברים) (transliterat: Kol Israel Haverim) és una organització educativa que fou establerta a França en 1860 amb el propòsit d'oferir ajuda als estudiants jueus. Els seus fundadors van ser un grup de jueus francesos, els qui tenien els recursos per ajudar a aquells que eren pobres, oferint suport polític, ajudant a emigrar a uns altres i finalment creant programes d'educació jueva en l'Europa Oriental, l'Orient Mitjà i l'Àfrica del Nord. El 1945 van manifestar el seu suport al sionisme (un moviment polític que promou la creació d'un estat jueu). El 1946 les seves activitats diplomàtiques van ser assumides pel Consell Consultiu d'Organitzacions Jueves, organització fundada pel jurista i Premi Nobel de la Pau René Cassin.